# 후타코신치역
후타코신치역(일본어: 二子新地駅, ふたこしんちえき)은 일본 가나가와현 가와사키시 다카쓰구에 있는 도쿄 급행 전철의 역이다. 역 번호는 DT08이다.

## 개요
본 역은 덴엔토시 선의 단독역이다. 덴엔토시 선 열차 외, 복복선을 이용하여 미조노쿠치 역까지 오이마치 선의 열차 중 각역정차의 일부가 정차하지만 본 역 전후로 복복선 구간에서는 덴엔토시 선용 선로를 경유하는 형태로 정차가 된다. 본래의 오이마치 선용 선로에는 승강장이 없는 관계로, 미조노쿠치 역과 달리 오이마치 선의 정식역으로 취급되지 않는다(다카쓰 역도 마찬가지). 역 번호도 덴엔토시 선의 DT08만 부여되어 있다.
역명은 "후타코신치(ふたこしんち)"를 탁하게 읽지 않고 지명 후타코는 "ふたご"의 탁음으로 읽는다.

## 역사
- 1927년 7월 15일: 다마가와 전기철도 미조노쿠치 선 후타코역으로 영업 개시. 개통 당시에는 궤도법에 의한 전용 궤도 정류장이었다.
- 1935년경: 후타코신치마에역으로 역명 변경.
- 1943년 7월 1일: 오이마치 선에 편입되어 협궤(1,067 mm)에서 궤간 변경으로, 철도역이 됨.
- 1966년 3월 18일: 후타코 교량(전용 교량) 준공에 따라 고가역이 됨.
- 1977년 12월 16일: 후타코신치역으로 역명 변경.
- 2005년
  - 1월 31일: 복복선화 공사 진척에 의해서 하행선을 전환하고 새로운 하행 승강장 사용 개시와 동시에 하행 승강장이 배리어 프리화 됨.
  - 8월 27일: 복복선화 공사 진척에 의해서 상행선을 전환하고 이전의 하행 승강장을 가설 상행 승강장으로 사용 개시.
- 2006년 7월 30일: 이전의 상행 승강장을 개축한 후, 상행선을 다시 바꾸고 새로운 상행 승강장으로 사용 개시와 동시에 상행 승강장이 배리어 프리화 됨.
- 2008년: 가설 상행 승강장 위치에 통과선 2개 설치.
- 2009년
  - 7월 4일: 신설 개찰구(서쪽) 공용 개시.
  - 7월 11일: 복복선화 공사가 완성됨과 동시에 오이마치 선이 연장됨에 따라 당 노선의 일부 열차 정차 개시.

## 역 구조
상대식 승강장 2면 4선의 고가역이다. 개찰구는 2곳으로 다마가와 불꽃 대회 개최 시에는 임시 개찰구가 설치된다.
복복선화 공사가 진행되기까지는 배리어 프리 설비나 역 구내 화장실이 설치되지 않았지만 동시에 설치된 역 개량 공사에 의해서 엘리베이터와 에스컬레이터, 광폭형 자동 개찰기 및 다기능 화장실이 설치되었다. 또한, 역 입구 부근에도 가와사키 시가 관리하는 가설 화장실이 있다.
2007년 6월까지는 이른 아침과 야간(아침 7시 이전 및 밤 21시 이후) 시간대만 역무원이 없이 운영되었지만 동년 7월부터는 종일 역무원이 배치되었다.
역 매점 "toks"는 이른 아침부터 14시까지 영업한다. 또, 가와사키 신용 금고의 ATM이 역 구내에 설치되어 있다.
복복선화 공사 이전에는 승강장이 매우 좁고 덴엔토시 선 지상 구간에서 유일하게 역명판이 벽면에 내장된 곳에 있었다.

### 승강장
| 번호 | 노선        | 방향 | 행선                                                                | 비고 |
| ---- | ----------- | ---- | ------------------------------------------------------------------- | --- |
| 1    | 덴엔토시 선 | 하행 | 사기누마・나가쓰타・주오린칸 방면                                   | 오이마치 선 미조노쿠치 행 포함 |
| 4    | 덴엔토시 선 | 상행 | 후타코타마가와・시부야・ 한조몬 선 오시아게・ 도부 선 가스카베 방면 | 오이마치 선 미조노쿠치 행 포함 시부야 역에서 도쿄 메트로 한조몬 선, 오시아게 역에서 도부 선으로 직통 ( 이세사키 선 구키 역 및 닛코 선 미나미쿠리하시 역까지 직통) |

- 오이마치 선 통과선에는 승강장이 없지만 하행이 2번 선, 상행이 3번 선이다. 그래서 승강장의 번호 표시는 1,4번 선으로 표기되고 있으며 상하행선과도 안내표나 발차표에는 오이마치 선에 관한 언급이 없다.
- 덴엔토시 선 각역정차의 전 열차와 오이마치 선 각역정차 중 종별 표시가 청색의 열차만 정차한다. 본 역에 정차하는 오이마치 선 열차는 낮 시간대(11 ~ 15시대)로 상하행선에서 매시 각 4편성(총 20편성 왕복) 및 새벽 5 ~ 6시대의 상행(오이마치 방면)선의 3편성과 야간 및 심야의 20 ~ 24시대 하행(미조노쿠치 방면)에서 5 ~ 8편성이다.
- 세타가야 구 다마가와 불꽃 놀이・가와사키 시 제정 기념 다마가와 불꽃 축제 개최일에만 4번 선 승강장의 후타코타마가와 방향에 하차 손님 전용으로 사용되는 임시 계단이 설치되어 여기서 후타코바시 옆의 고가 밑에 설치되는 임시 개찰구를 통해서 하천 부지로 접근할 수 있으며 그 이외의 날은 승강장에 칸막이되어 사용할 수 없다.

## 역 주변
역 주변으로는 주택가가 펼쳐진다.
- 다마강 - 주말이면 바비큐 등 나들이하는 사람들로 붐빈다.
  - 후타코바시
- 후타코 신사
- 가와사키 역사 가이드 - 오야마 가도 코스의 출발지.
- 가와사키스와 우체국
- 오구로 케이코 동요 기념관 - 도보로 약 13분. 토, 일요일만 개관.
- 다카쓰 스포츠 센터 - 도보로 약 8분.
- 가와사키 시제 기념 다마가와 불꽃 대회

## 인접역
| 도쿄 급행 전철 덴엔토시 선        | 도쿄 급행 전철 덴엔토시 선 | 도쿄 급행 전철 덴엔토시 선  |
| --------------------------------- | -------------------------- | --------------------------- |
| DT07 후타코타마가와 시부야 방면   | ■ 각역정차                 | 다카쓰 DT09 주오린칸 방면   |
| 도쿄 급행 전철 오이마치 선        |                            |                             |
| OM15 후타코타마가와 오이마치 방면 | ■ 각역정차                 | 다카쓰 DT09 미조노쿠치 방면 |